# Parada a solicitud

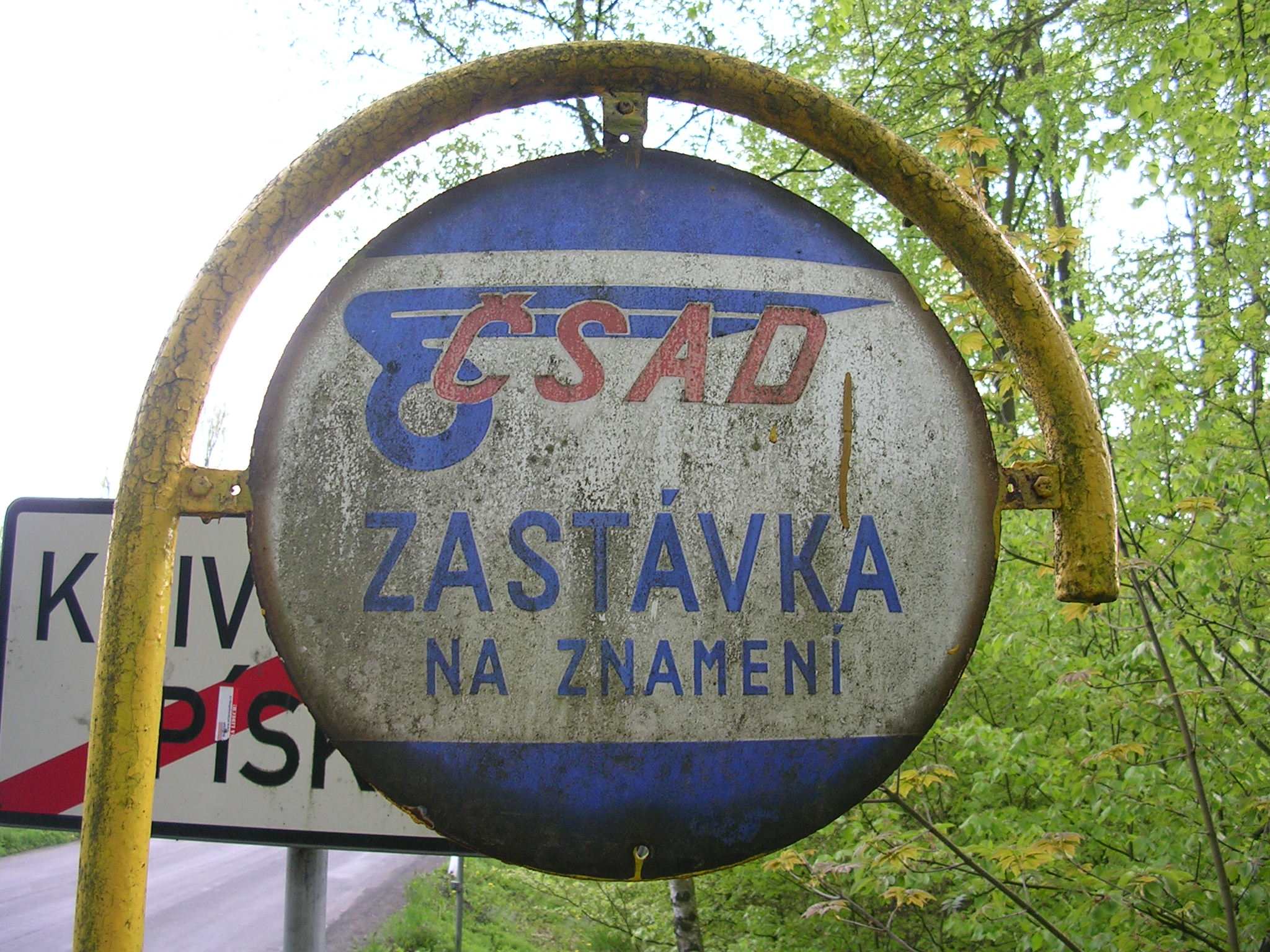
Señal tradicional de una parada a solicitud del antiguo operador nacional de autobuses de Checoslovaquia (ČSAD) (el cartel se traduce como "parada de autobús previa solicitud")

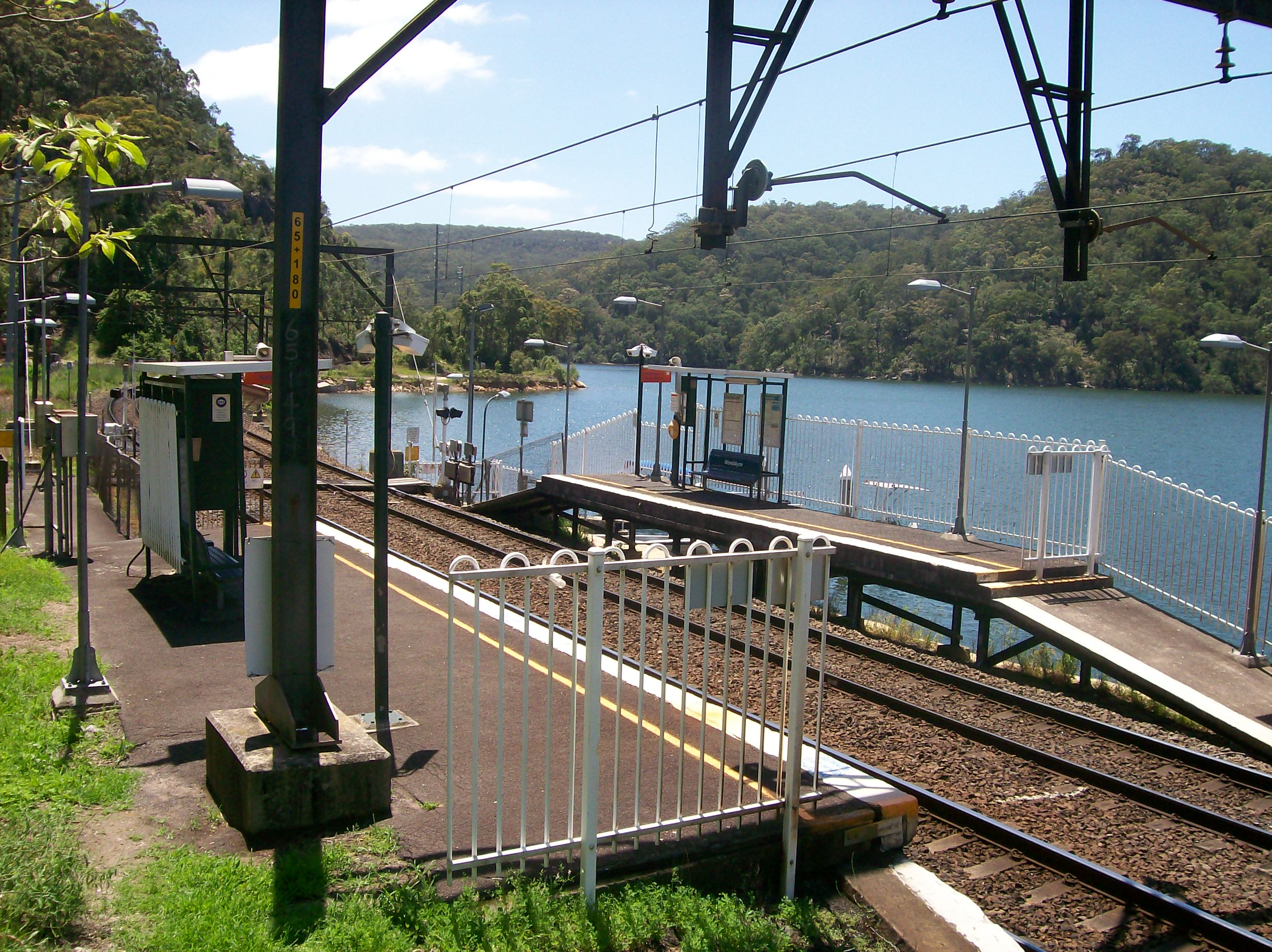
La estación de Wondabyne es una parada a solicitud, ubicada al norte de Sídney

En transporte público, una parada a solicitud, parada facultativa o parada discrecional es una parada de autobús o estación de ferrocarril en la que los autobuses o los trenes, respectivamente, paran solo cuando algún usuario lo pide; es decir, solo si hay pasajeros o carga para recoger o dejar. De esta forma, pueden incorporarse a una ruta paradas con pocos pasajeros sin introducir demoras innecesarias. Los vehículos también pueden ahorrar combustible al continuar a través de una estación cuando no es necesario detenerse.
Es posible que no siempre se produzcan ahorros significativos en el tiempo de recorrido si no hay nadie a quien recoger, porque los vehículos que pasan por una parada solicitada pueden necesitar reducir la velocidad lo suficiente como para poder detenerse si hay pasajeros esperando. Solicitar paradas también puede introducir una variabilidad adicional en el tiempo de viaje y aumentar las demoras estimadas.
La apariencia de las paradas facultativas es muy variable. En muchos casos están claramente señalizadas, pero en muchos otros se basan en el conocimiento local.

## Funcionamiento
Los métodos por los cuales se notifica a los vehículos de tránsito que hay pasajeros que esperan ser recogidos en una parada solicitada varían según el sistema de tránsito y la ruta.

### Transporte local

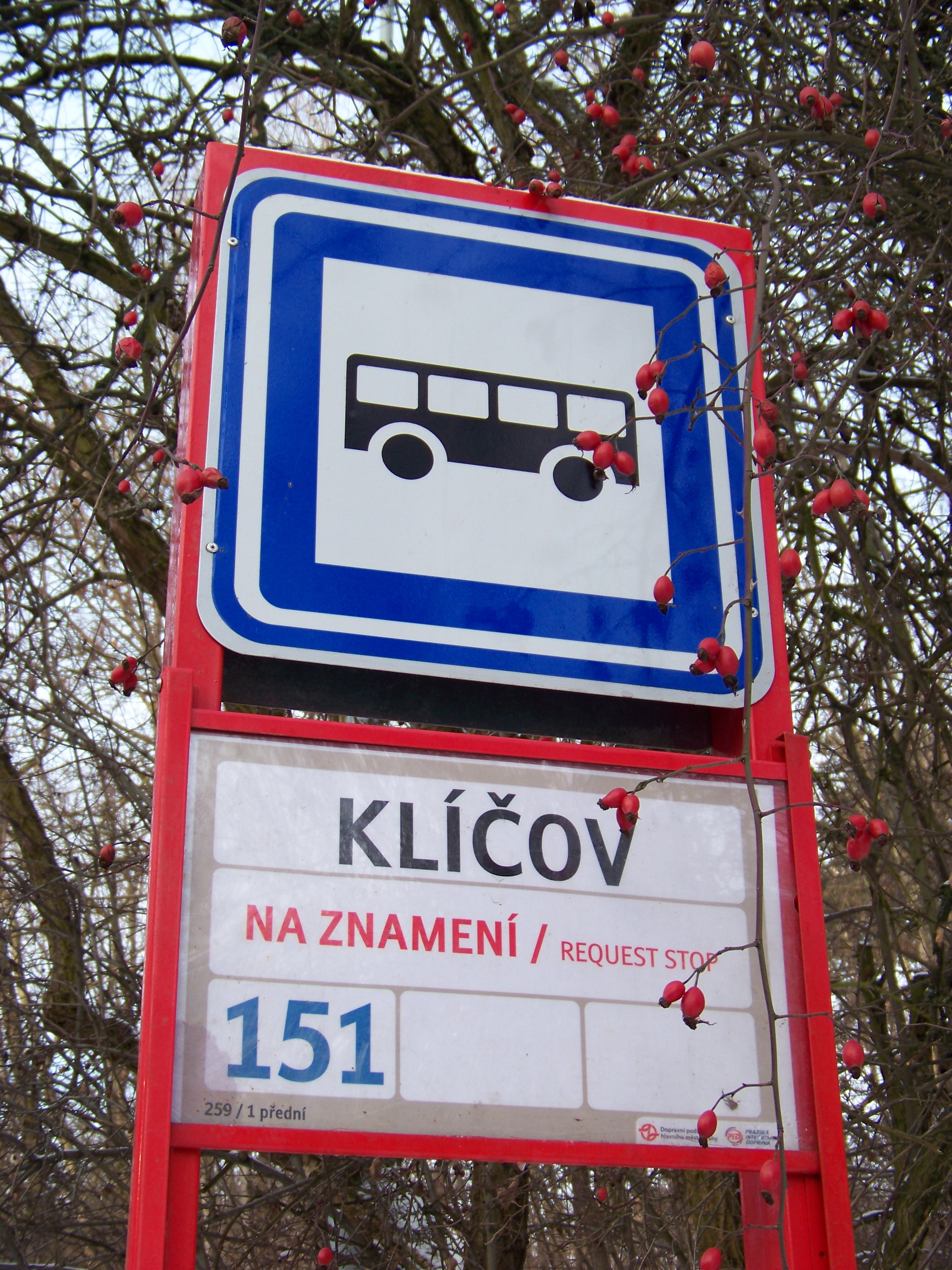
Una parada facultativa (zastávka na znamení) en una línea de autobuses urbanos de Praga

Muchos sistemas de autobuses locales operan la mayoría de sus paradas como paradas solicitadas. Los autobuses no dan servicio a las paradas a menos que haya un pasajero esperando o un pasajero a bordo utilice un timbre eléctrico para solicitar una parada (generalmente tirando de una cuerda o presionando un botón o una tira de señalización amarilla). Las paradas que se sirven en cada viaje a menudo se denominan estaciones y se ubican en los extremos de una ruta. Estas paradas también se utilizan a menudo como puntos de reajuste de horarios.
Sin embargo, algunos sistemas utilizan este término para distinguir entre las paradas marcadas que "deben solicitarse" (como la parada de los taxis) y aquellas paradas previstas (como se indica arriba). Esta práctica era común en ciertas rutas Transporte de Londres hasta 2008, con diferentes señales que distinguían entre los dos tipos de paradas.
Todavía otros sistemas pueden usar el término "parada facultativa" para referirse a un lugar de servicio que no sea una parada de autobús marcada. Este tipo de servicio todavía se puede encontrar en algunas rutas, porciones designadas de rutas o servicios especiales nocturnos. En las operaciones de hail and ride, hay pocas o ninguna parada marcada y los pasajeros pueden solicitar que el autobús se detenga en cualquier punto donde el conductor pueda hacerlo de manera segura y razonable. Esto es común en algunas ciudades, como Tulsa (en Oklahoma, Estados Unidos), donde las paradas de autobús raramente estuvieron señalizadas antes de 2019. Algunos servicios funcionan de esta manera solo a altas horas de la noche, lo que permite el descenso entre las paradas marcadas, reduciéndose el tiempo que es necesario caminar hasta el punto de parada por seguridad y comodidad. Algunos ejemplos son Winnipeg Transit y el autobús MTA de la ciudad de Nueva York (conocido como Late-night Request-A-Stop).

### Transporte de larga distancia

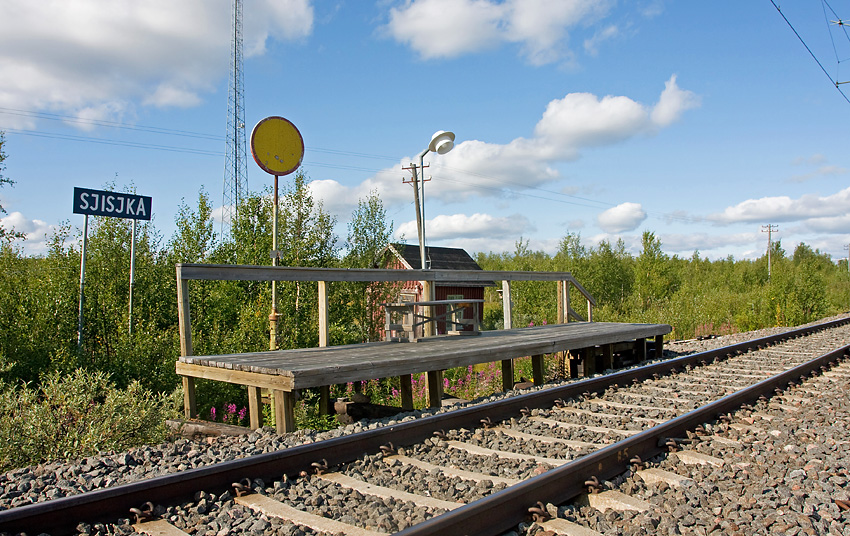
La parada de Sjisjka en la Inland Line en Laponia, con la tradicional señal redonda amarilla que debe hacerse girar hacia el tren que llega para hacer que se detenga

En el transporte de larga distancia, los vehículos de tránsito, como los trenes de pasajeros o los autobuses que circulan por autopistas, suelen operar a velocidades más altas que el transporte local. Esto significa que detenerse es más problemático (y vale la pena evitarlo) y que puede ser muy difícil ver a un pasajero a tiempo para detenerse. Esta diferencia a menudo da como resultado formas más complejas de señalar una parada al vehículo.
Algunos servicios, como Amtrak, requieren que se compre un billete con anticipación, especificando un origen y destino específico. Dado que la tripulación del tren sabe qué billetes se vendieron, también sabe de dónde viene y hacia dónde van los pasajeros, y simplemente se detienen solo en las estaciones requeridas por los boletos. Los servicios que carecen de emisión anticipada de boletos, o que venden boletos para un gran número de destinos o de tiempos de viaje, requieren formas de saber si alguien está esperando o no en una estación o andén. Estos pueden variar desde un pasajero que se comunica con un despacho mediante un teléfono ubicado en una estación o con un empleado de la estación, hasta simplemente presionar un botón para activar una señal, como una luz intermitente en algún lugar antes de la estación, que el conductor puede ver a tiempo para reducir la velocidad sin peligro.
En el Reino Unido existen aproximadamente 150 paradas de solicitud en distintas líneas ferroviarias. Para solicitar una parada facultativa, el pasajero debe dirigir al conductor del tren una señal manual desde el apeadero. Cuando planee desembarcar en una parada solicitada, el pasajero debe informar al conductor del tren con anticipación.

### Transbordadores

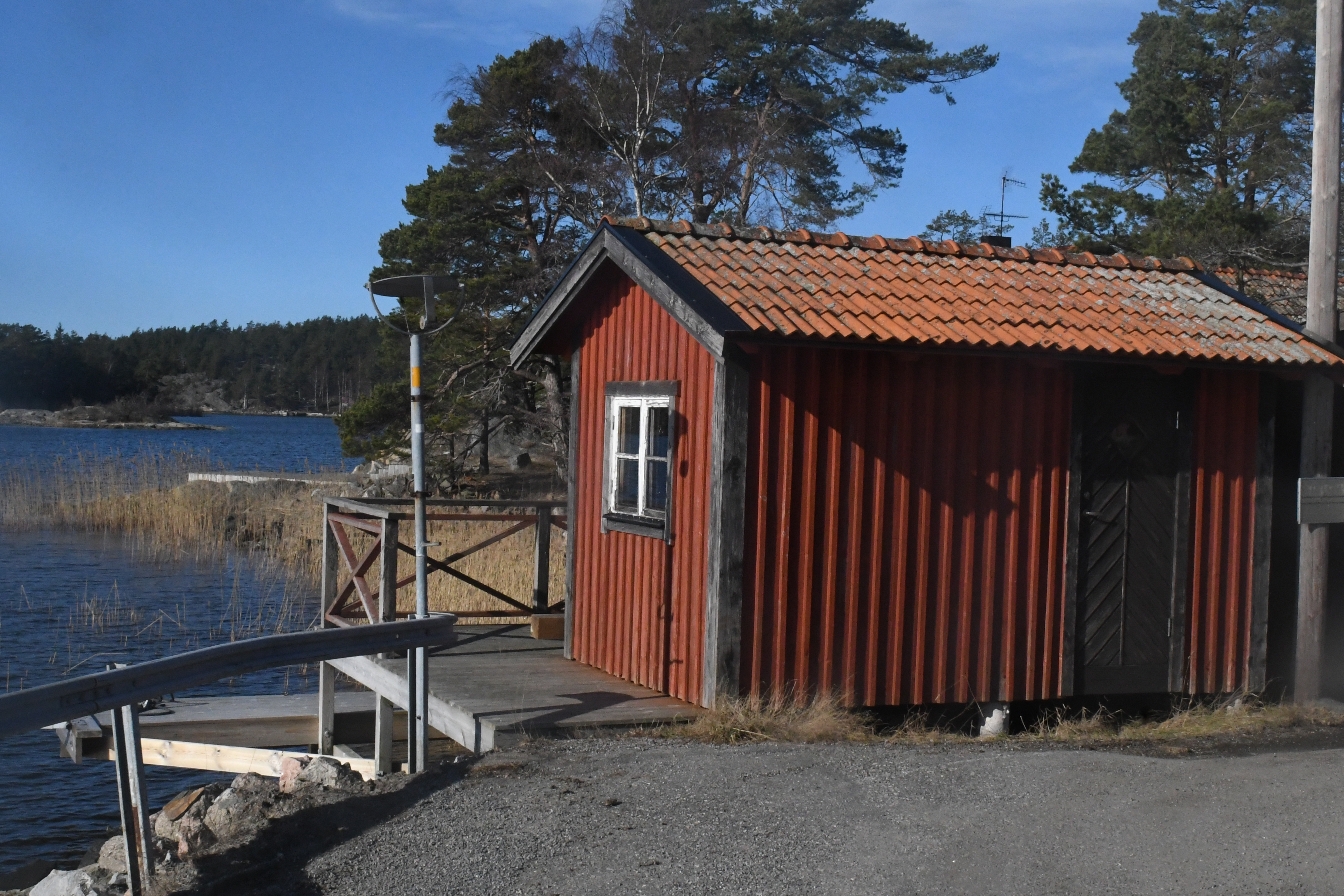
Un semáforo en un embarcadero en el archipiélago de Estocolmo

En algunas rutas de ferry en los fiordos de Noruega, algunas paradas están equipadas con una luz que los pasajeros que embarcan deben encender para que el ferry incluya la parada y los recoja. El sistema se conoce con el nombre de signalanløp. Al igual que en Noruega, en Suecia se solicita a los transbordadores de cercanías que se detengan con una señal semafórica. Las muchas islas del archipiélago de Estocolmo son un ejemplo de esta forma de operación.